# Estación Ángel Gallardo (Santa Fe)
Ángel Gallardo es una estación ferroviaria ubicada en la localidad homónima, Departamento La Capital, Provincia de Santa Fe, Argentina.

## Servicios
No presta servicios de pasajeros, sólo de cargas. Sus vías e instalaciones están a cargo de la empresa estatal Trenes Argentinos Cargas.
Sus vías se encuentran activas para tránsito de formaciones de cargas entre Santa Fe y San Cristóbal.

## Reapertura
Esta estación fue seleccionada para ser detención intermedia del servicio de pasajeros entre Laguna Paiva y Santa Fe. Se estipula que a mediados de 2023 esto sea efectivo.